# Pétroglyphes d'Angono
Les pétroglyphes d'Angono sont des gravures rupestres de la fin du Néolithique philippin, soit au plus tard de 2000 av. J.-C., à Angono, dans l'île de Luçon aux Philippines ; ils représentent 127 figures humaines et animales stylisées. Il s'agit de la plus ancienne œuvre d'art préhistorique connue aux Philippines,.
Le site figure sur la liste indicative du patrimoine mondial de l'UNESCO, sur la liste de l'inventaire mondial de l'art rupestre en 1985 et il fait partie depuis 1996 des sites historiques de l'Observatoire des monuments mondiaux (World Monuments Watch) et du Fonds mondial pour les monuments. Il a été classé trésor culturel national par le Musée national des Philippines en 1973. Selon l'archéologue John Miksic, l'authenticité du site a pu être contestée ; selon l'UNESCO toutefois, cette authenticité est bien établie.

## Le site

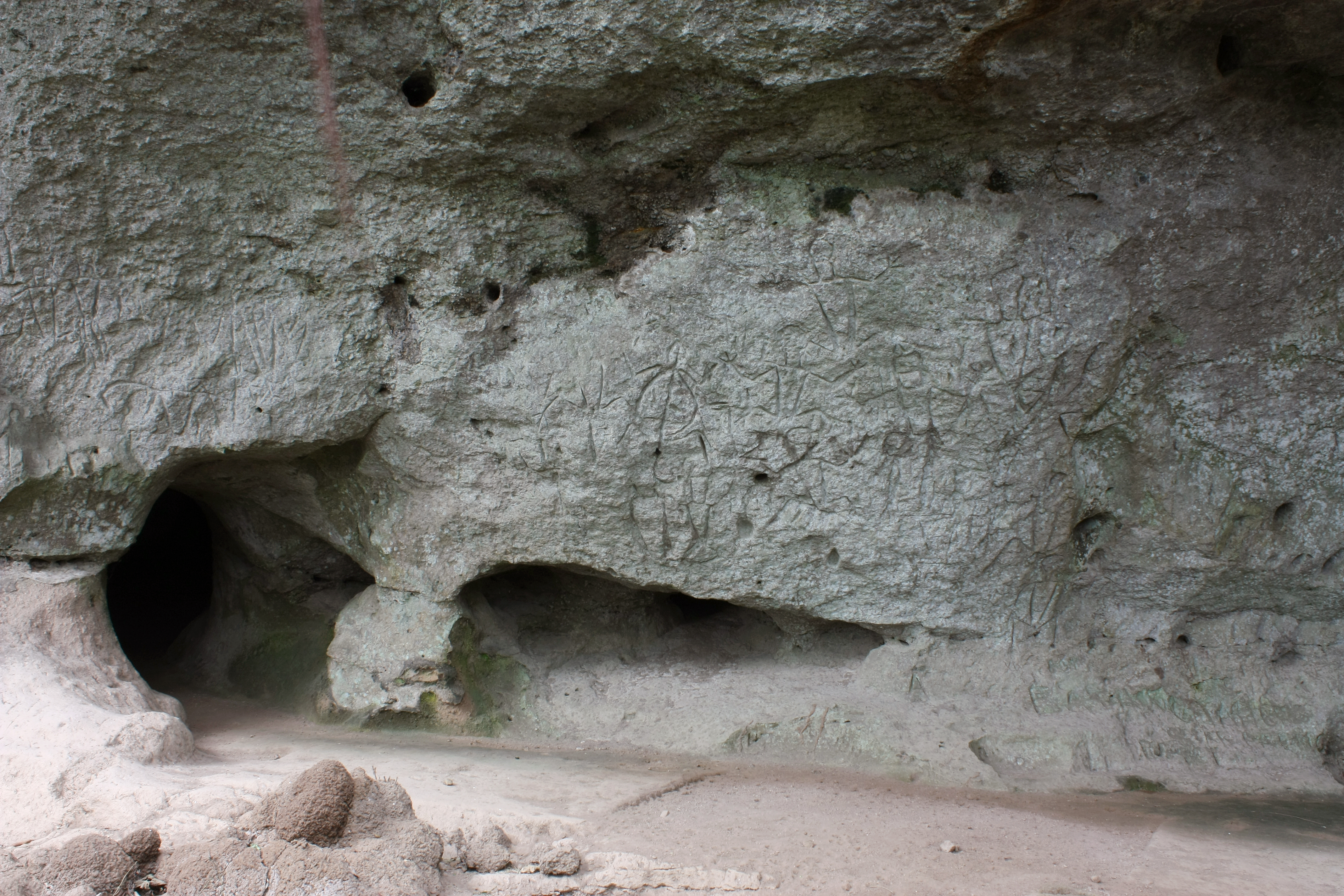
Les pétroglyphes Angono, considérés comme la plus ancienne forme d'art aux Philippines datent de la fin du Néolithique.

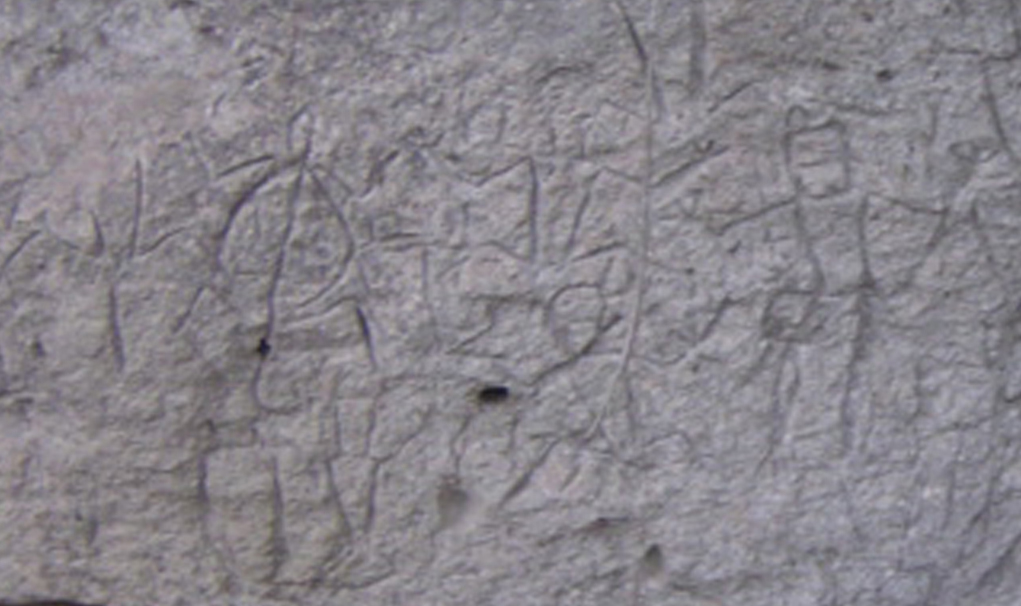
Un gros plan des gravures rupestres des pétroglyphes Angono.

L'abri sous roche est situé sur une colline au sud-est de la ville de Manille, dans la province de Rizal, à trois kilomètres de la ville d'Angono et à 235 mètres d'altitude.
La grotte s'est formée dans un sol volcanique — un gisement du tuf connu sous le nom de Guadalup Tuff. Elle est peu profonde. Sa largeur est de 63 mètres, sa profondeur de 8 mètres, sa hauteur maximale de 5 mètres. Elle s'est formée à la fin du Pléistocène, au début de l'Holocène.
L'existence de l'abri sous roche a été signalée en 1965 par l'artiste national des Philippines Botong Francisco,,.

## Les pétroglyphes

### Description
Les 127 pétroglyphes occupent une zone de la paroi rocheuse mesurant 25 mètres, sur une hauteur de 3 mètres. Ils dessinent pour la plupart une figure avec une tête arrondie sur un cou étroit, un corps rectangulaire composé d'un cône inférieur (le torse est en forme de «V») , un membre fléchi. Parmi les représentations animales, on discerne des images de grenouilles et de lézards. Seuls 51 des 127 dessins sont distincts, l'érosion, due à l'humidité, ayant partiellement détérioré les autres.
Le tuf volcanique est suffisamment friable pour être travaillé avec un morceau de pierre plus dense. Rien n'indique que des couleurs aient jamais été incorporées dans les dessins ; les pétroglyphes d'Angono diffèrent en cela d'autres exemples d'art préhistorique.

### Graveurs
En raison de la complexité et de la pluralité des dessins, on pense que ces dessins rupestres n'ont pas été créés uniquement par un seul individu.
En 2018, Jalandoni & Taçon ont émis l'hypothèse selon laquelle la composition des pétroglyphes s'est déroulée en deux phases et que ces gravures ont été créées par différentes cultures. Pendant la phase 1, la plus ancienne, auraient été dessinées environ 51 formes géométriques, dont 11 formes de vulve représentées sous forme de triangles ou d'ovales coupés en deux, de petits trous et au moins une figure humaine aux coudes et genoux pliés. La phase 1 serait l’œuvre de chasseurs-cueilleurs australo-mélanésiens (Negrito) utilisant des outils en pierre.
Pendant la phase 2, les pétroglyphes de la phase 1 auraient été modifiés : des membres, des têtes et des torses auraient été ajoutés aux figures humaines en bâton précédentes. Certaines figures sont alors représentées avec des coiffes en forme de corne ou de forme rectangulaire ; trois d'entre elles tiennent des objets courbes. Quatre des formes humaines ont une forme de quille de bowling, trois ont un corps ovale et une a une «queue de poisson» à la place des jambes. La phase 2 est beaucoup plus récente, avec des bords et des lignes beaucoup plus nets, et pourrait avoir été gravée par des chasseurs-cueilleurs austronésiens.
Les graffitis modernes contaminent également le site, et il est possible que la phase 2 comporte des figures gravées par les forces de guérilla philippines cachées dans les grottes pendant la Seconde Guerre mondiale.

### Fonction
On suppose que les personnages ont été dessinés à des fins de guérison ; le site aurait été un dambana (en) (un lieu saint favorisant la communication avec le monde des esprits). Ils auraient été conçus comme un moyen de transférer la maladie d'un enfant sur le mur rocheux, et de guérir ainsi l'enfant de ses maux.

## Fouilles archéologiques
Les fouilles archéologiques en 1965 dirigées par Alfredo Evangelista ont permis de découvrir dans l'abri sous-roche, outre les pétroglyphes, des fragments de faïence, deux morceaux d'éclats d'obsidienne, deux chailles, des outils en pierre sur éclats, et une herminette en pierre polie avec un bord émoussé. Ces découvertes suggèrent que le site a été utilisé vers la fin de l'époque néolithique ; le Néolithique philippin s'étend de 6000 av. J.-C. à 2000 av. J.-C,.

## Sites comparables
Un seul autre ensemble de pétroglyphes un peu plus tardif, daté au plus tôt de 1500 avant J.-C. a été découvert aux Philippines à Alab, dans Mountain Province ; ces pétroglyphes sont gravés dans des rochers au sommet de promontoires.
Les Philippines comptent par ailleurs deux types de sites de pictogrammes : les peintures au fusain noir de Penablanca dans la province de Cagayan et dans les grottes de Singnapan à Palawan ; les peintures rouges (couleur provenant de l'hématite) dans la péninsule d'Anda de la province de Bohol.

## Gestion
Le site a le statut de division locale du Musée national des Philippines ; pour valoriser le site, le Musée national a créé en 1998 un musée local présentant le patrimoine culturel et artistique de la province de Rizal ; ses collections comptent des restes de tortues géantes, des fossiles, des molaires d'Elephas sp, des céramiques.
La préservation et le développement des pétroglyphes d'Angono résultent d'un effort collectif du Musée national des Philippines, du ministère du Tourisme, du World Monuments Fund.
Il a été ouvert au public pour la première fois en 1989, avec une clôture en fer peinte en vert et un mur de béton bas séparant la paroi rocheuse des spectateurs. Une plate-forme d'observation a été installée par le Musée national en 1997.